# 马多娜·布莱思
马多娜·布莱思（英語：Madonna Blyth，1985年11月30日—），澳大利亚女子曲棍球运动员。她曾代表澳大利亚参加2006年、2010年和2014年英联邦运动会曲棍球比赛，获得三枚金牌。她也曾参加2008年、2012年和2016年夏季奥运会。